# Louis Goossens
Louis Goossens (Tienen, 15 december 1796 - aldaar, 18 april 1851) was een Belgisch advocaat en politicus voor de Liberale Partij.

## Levensloop
Goossens liep school aan het 'Lycée Impérial' te Brussel, vervolgens studeerde hij rechten aan de 'École de droit' te Brussel en de Rijksuniversiteit Leuven. Beroepshalve was hij advocaat.
In 1836 werd Goossens voor het eerst verkozen als provincieraadslid. Hij werd telkens herkozen. In 1848 richtte hij samen met Jacques Delporte de Liberale Associatie van Tienen op.  Ze wonnen dat jaar de gemeenteraadsverkiezingen en op 18 september volgde hij de katholiek François Van Dormael op als burgemeester van Tienen, een functie die hij uitoefende tot aan zijn dood. Hij werd opgevolgd door Jacques Delporte.
Naar aanleiding van een voorstel van H. Gillis in 1905 aan het schepencollege werd het initiatief genomen alle Tiense vesten een naam te geven, wat gebeurde op 20 januari 1906. Zo werd onder andere de vest die zich uitstrekte tussen de Hoegaardsestraat en de Broekstraat naar Goossens vernoemd. In het verslag van de gemeenteraad van 20 januari 1906 werd deze keuze toegelicht: "Il a imprimé à la vie politique de la cité une impulsion tellement forte qu'après plus d'un demi siècle son esprit et ses tendances dominent encore à cet Hôtel-de-ville où il ne fit hélas! qu'un trop court séjour." ("Hij gaf het politieke leven van de stad zo'n sterke impuls dat na meer dan een halve eeuw zijn geest en zijn strevingen nog steeds domineren in dit stadhuis, waar hij te kort verbleef, helaas!").